# وینتساس بارتوشکا
وینتساس بارتوشکا (لیتوانیایی: Vincas Bartuška; ۱۴ آوریل ۱۹۰۱ – ۱۱ سپتامبر ۱۹۸۸) بازیکن فوتبال اهل لیتوانی بود.
وی همچنین در تیم ملی فوتبال لیتوانی بازی کرده‌است.